# Jüdischer Friedhof (Hlučín)
Der Jüdische Friedhof in Hlučín (deutsch Hultschin) in Mähren im Nordosten von Tschechien wurde Anfang des 19. Jahrhunderts angelegt. 
Auf dem jüdischen Friedhof wurde um 1860 eine Trauerhalle errichtet. 
In den Jahren 2008 und 2009 waren noch 43 vollständige Grabsteine und circa 200 Fragmente erhalten.

## Galerie

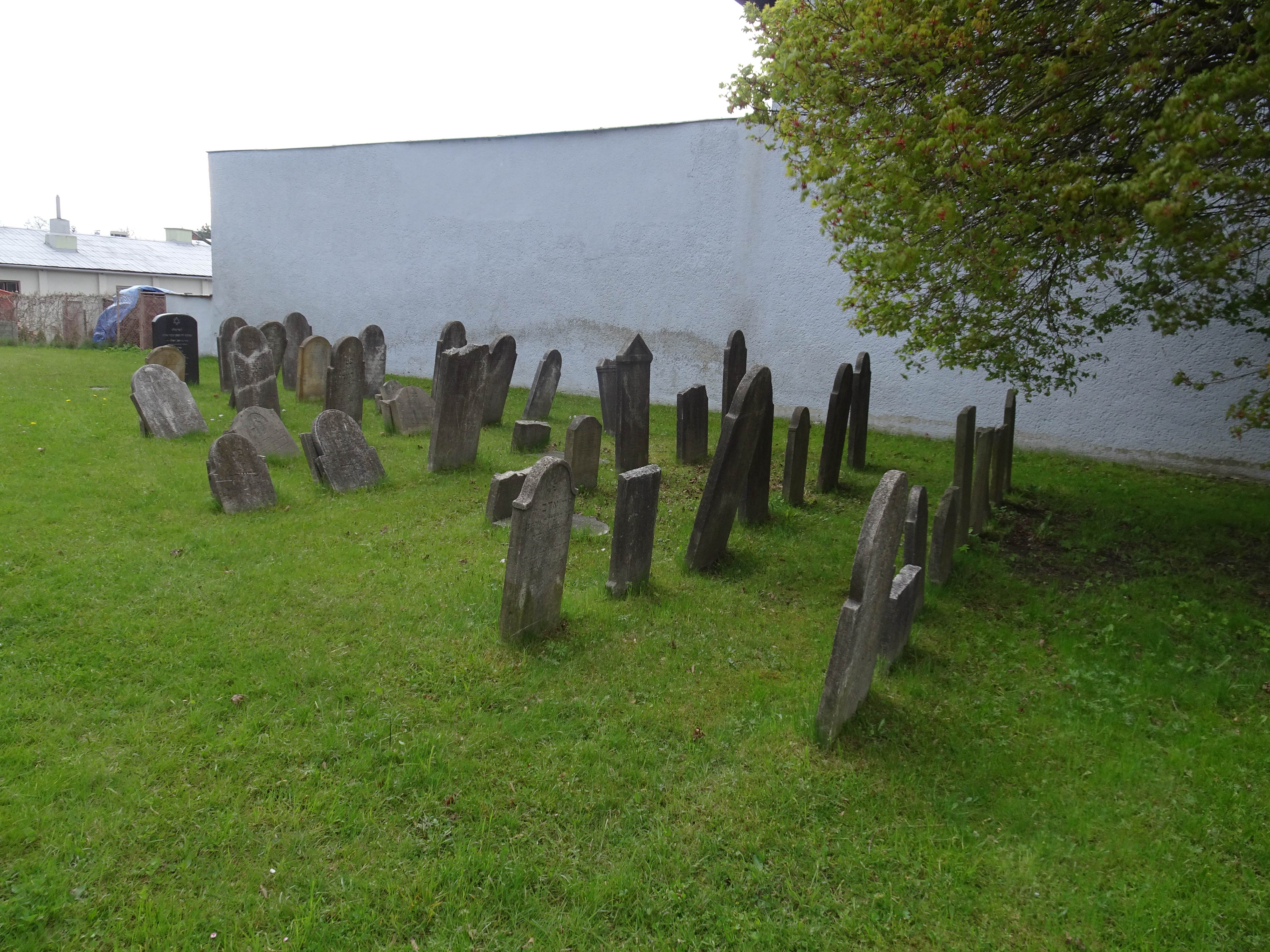
2021
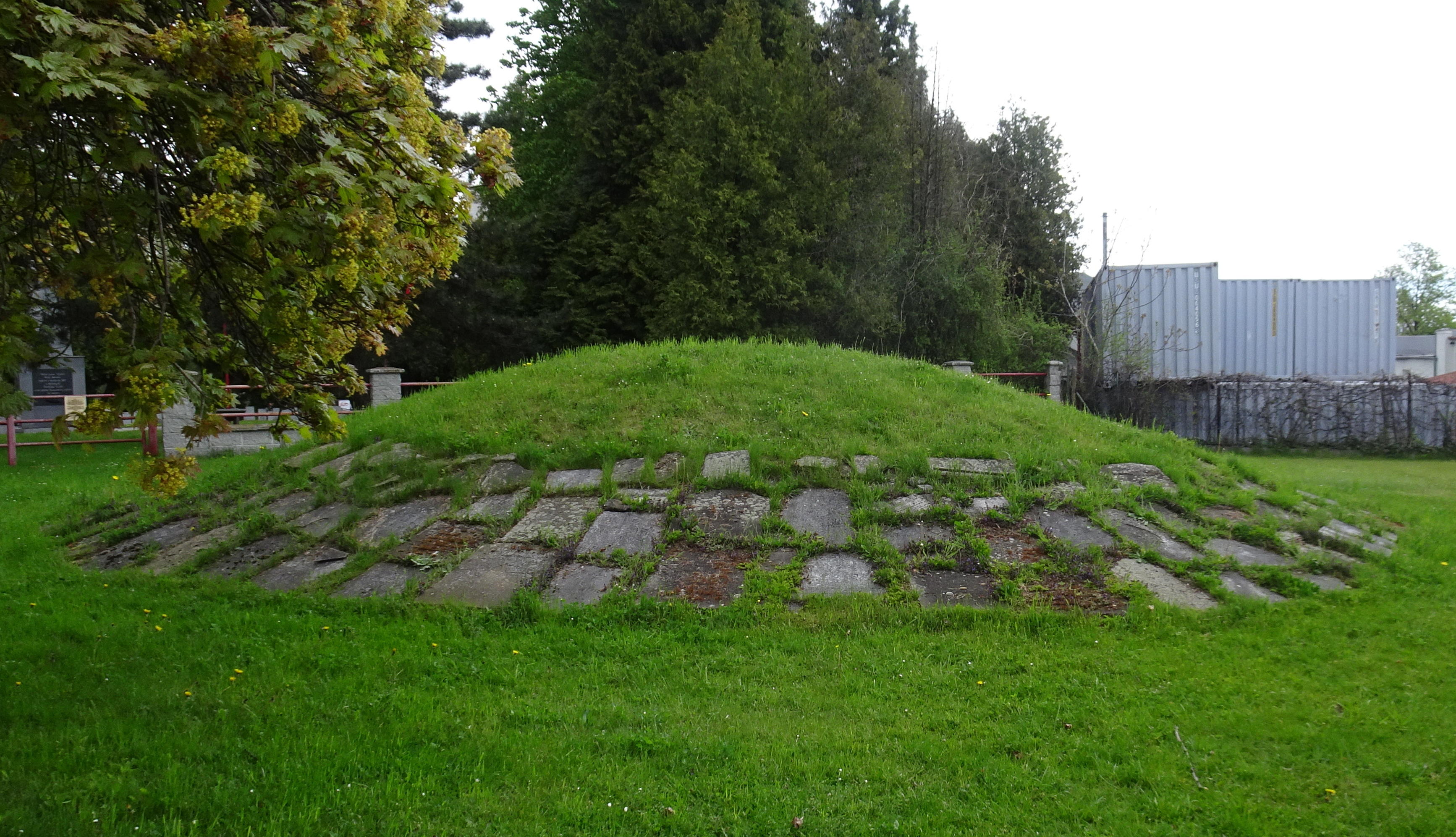
2021
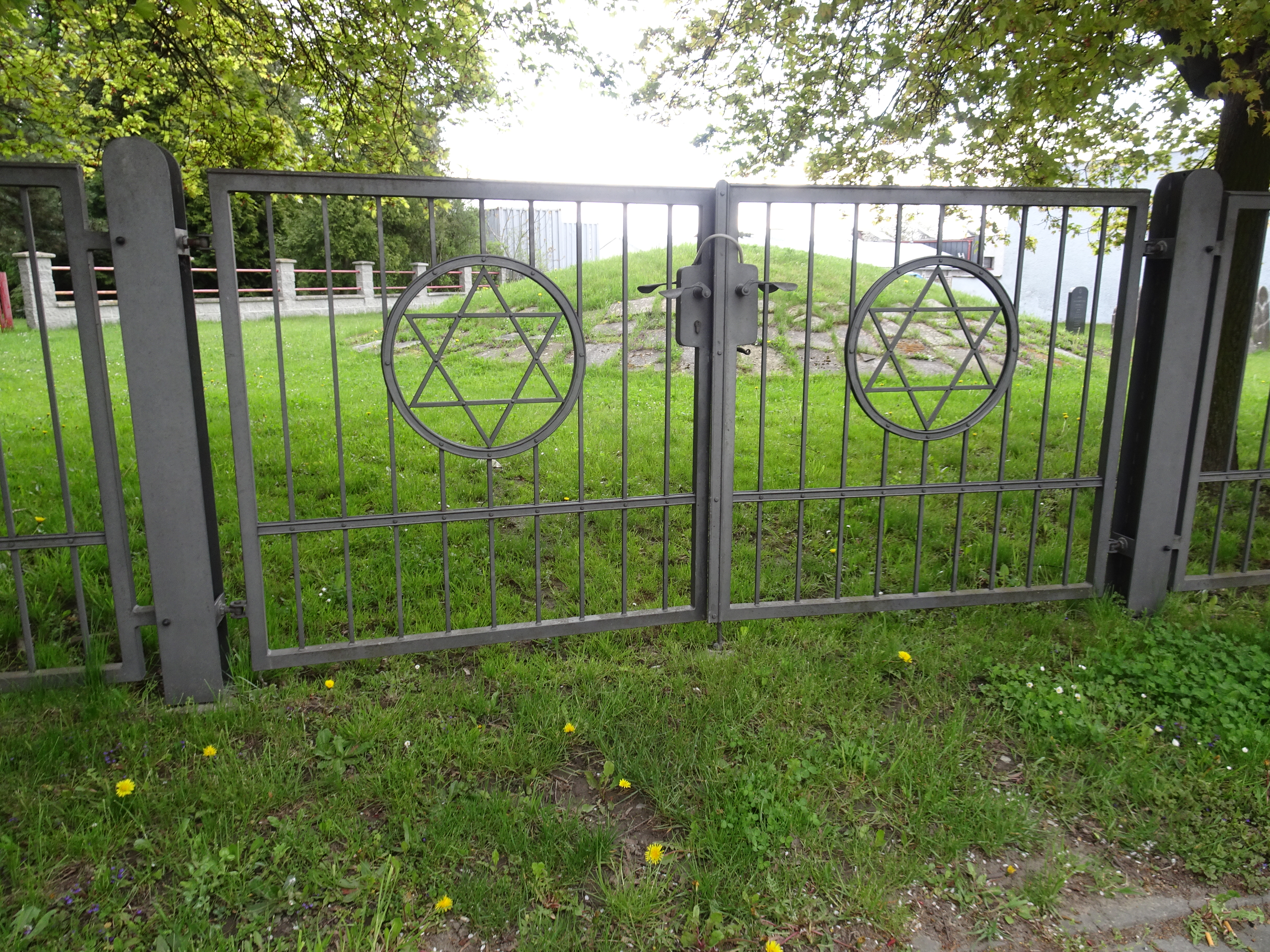
2021
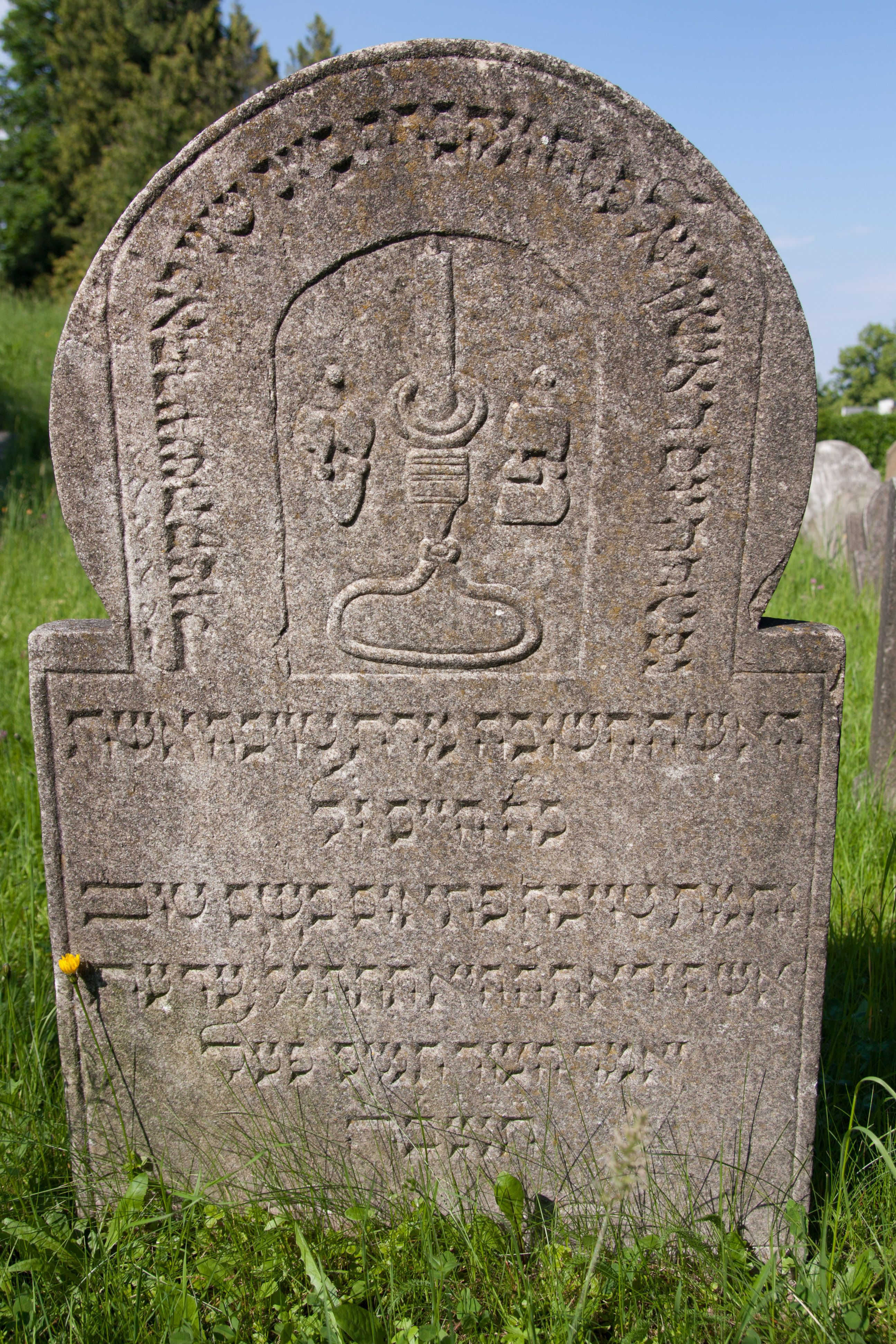
2019
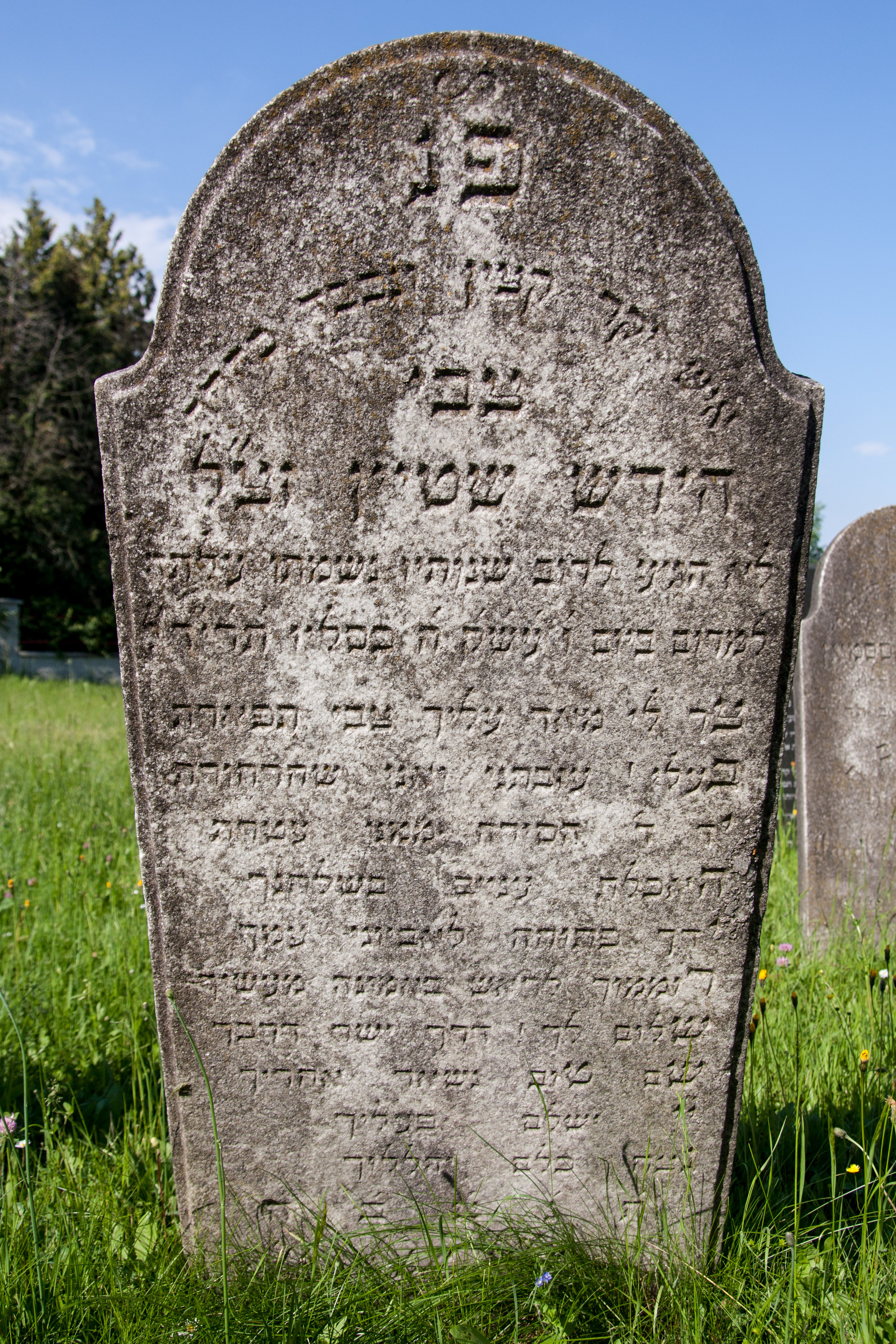
2019